# Хорхе Луис Борхес
Хорхе Франсиско Исидоро Луис Борхес Асеведо (на испански: Jorge Francisco Isidoro Luis Borges Acevedo( audio)) е аржентински писател, есеист, поет и преводач, смятан за един от най-изтъкнатите южноамерикански автори на 20 век.
Роден в Буенос Айрес, Борхес прекарва там детските си години, докато през 1914 г. с родителите си се премества в Швейцария. Там учи в колежа на Женева, а семейството пътува много из Европа, включително Испания. Борхес започва литературната си кариера в началото на 1920-те години с публикации в издания, близки до сюрреализма. От 1955 г. е директор на аржентинската Национална библиотека и професор по литература в Университета в Буенос Айрес. През 1960-те години придобива международна известност, като получава няколко престижни награди, а произведенията му започват да се превеждат и издават в чужбина. Световната му слава укрепва през следващите години, превръщайки се в част от латиноамериканския бум в литературата.
Най-известните книги на Борхес са „Измислици“ (1944) и „Алефът“ (1949), сборници от разкази, свързани от общи теми, като сънищата, лабиринтите, библиотеките, животните, измислените писатели, религията и Бог. Произведенията му се отнасят към жанровете на фантастиката и характерния за латиноамериканската литература от този период магически реализъм. Критикът Анхел Флорес, който за пръв път използва термина „магически реализъм“, дори сочи като начална точка на това движение сборника на Борхес от 1935 година „Всеобща история на безчестието“.
Награждаван е многократно, но консервативните му политически позиции будят спорове и се счита, че пречат и на присъждането на Нобелова награда за литература, за която е номиниран в течение на близо тридесет години. На 55-годишна възраст той е напълно сляп: много изследователи предполагат, че прогресивната му слепота го мотивира да създава иновативни литературни символи чрез въображението. Умира в Женева през 1986 г.

## Биография

### Произход и младежки години
Хорхе Луис Борхес е роден на 24 август 1899 г. в Буенос Айрес в образовано семейство от средната класа, живеещо в скромния по това време квартал Палермо. Баща му, Хорхе Гийермо Борхес Хаслам, е адвокат и преподавател по психология. Неговият баща е офицер с испанско-португалски произход, а майка му е англичанка. Борхес Хаслам израства, говорейки английски, и семейството му често пътува в Европа и остава свързано с английската култура.
Майката на Хорхе Луис Борхес, Леонор Асеведо Суарес, е преводачка и произлиза от стара уругвайска креолска фамилия, играла активна роля в испанската колонизация на Южна Америка, и често разказва за подвизите на своите предшественици. В своята книга от 1929 г. „Бележникът Сан Мартин“ („Cuaderno San Martín“) Борхес включва поемата „Исидоро Асеведо“ („Isidoro Acevedo“), посветена на неговия дядо, офицера Исидоро де Асеведо Лаприда.
До единадесетата си година Борхес получава образованието си у дома, двуезично на испански и английски. Едва деветгодишен Хорхе Луис Борхес превежда на испански „Щастливият принц“ на Оскар Уайлд. Преводът е публикуван в местно списание, но познатите му смятат, че истинският преводач е баща му.
Бащата на Борхес се отказва от адвокатската си кариера поради влошаването на зрението и през 1914 г. семейството се премества в Женева. Там Борхес Хаслам се опитва да лекува очите си, а синът и дъщеря му Нора посещават училище, където научават френски. Поради политическата нестабилност в Аржентина и започналата Първа световна война, семейството остава в Швейцария близо десет години. През 1917 г. Хорхе Луис Борхес се запознава с поета Морис Абрамович, с когото поддържа близки отношения до края на живота му. През 1918 г. завършва Женевския колеж, а след края на войната се мести често, заедно със семейството си, и живее в Лугано, Барселона, Майорка, Севиля и Мадрид.
През този период Борхес се запознава с произведенията на Артур Шопенхауер и „Голем“ на Густав Майринк, които оказват влияние върху неговото творчество. В Испания той се присъединява към авангардното антимодернистично литературно движение на ултраизма, вдъхновено от Гийом Аполинер и Филипо Томазо Маринети. Първото му стихотворение „Химн на морето“ е написано в стила на Уолт Уитман и е публикувано в испанското списание „Гресия“. В Испания се запознава с известни местни писатели, като Рафаел Кансинос-Асенс и Рамон Гомес де ла Серна.

### Начало на литературна дейност
През 1921 г. Борхес и родителите му се завръщат в Буенос Айрес. Там той става един от пионерите на ултраизма и започва да публикува свои поеми и есета в различни литературни списания, като авангардисткото „Мартин Фиеро“. През 1923 г. издава първата си стихосбирка „Fervor de Buenos Aires“. Той участва и в издаването на вестник „Присма“, разпространяван главно чрез разлепване по улиците на града. По-късно Борхес съжалява за някои от ранните си публикации и се опитва да изкупи и унищожи техните налични копия. Въпреки това още през тези години той си създава добра репутация, като през 1930 г. Нестор Ибара го нарича „великият апостол на криолизма“, прославящ латиноамериканския регионализъм.
Борхес е сред редовните сътрудници на създаденото през 1931 г. от Виктория Окампо списание „Сур“ още от основаването му. То бързо се превръща във водещото аржентинско литературно издание, което помага за по-широката популярност на Борхес. Окампо го запознава с Адолфо Биой Касарес, друга известна фигура в аржентинската литература, който става негов близък приятел и сътрудник. Двамата пишат заедно няколко книги, част от тях под псевдонима Х. Бустос Домек, включително пародийна детективска поредица и фантастични разкази. Силно влияние върху Борхес по това време оказва и семейният приятел Маседонио Фернандес.
В средата на 30-те години Хорхе Луис Борхес се насочва към фантастиката и екзистенциалната проблематика. По това време много други латиноамерикански писатели като Хуан Рулфо, Хуан Хосе Ареола и Алехо Карпентиер също експериментират в тази посока, повлияни от феноменологията на Едмунд Хусерл и Мартин Хайдегер и от екзистенциализма на Жан-Пол Сартр. През 1933 година Борхес е назначен за редактор на литературната притурка на вестник „Критика“, където за пръв път публикува части от бъдещия си сборник „Всеобща история на безчестието“ („Historia universal de la infamia“, 1936). Книгата включва два вида текстове. Първият са документални есета и разкази, използващи похвати на художествената литература при описването на действителни случаи. Вторият вид са литературни мистификации, представени като преведени откъси от известни, но рядко четени произведения.
През следващите години Хорхе Луис Борхес е литературен съветник на издателство „Емесе Едиторес“, а от 1936 до 1939 г. води седмична рубрика в „Огар“. През 1938 г. е назначен за първи асистент в общинската библиотека в работническия квартал Мигел Кане. Той е натоварен с каталогизирането на книгите, но сбирката на библиотеката е толкова малка, че му остава много свободно време за писане.

### Кариера
Бащата на Борхес умира през 1938 г., малко преди 64-ия си рожден ден. В навечерието на Коледа същата година Борхес претърпява тежка травма на главата, по време на лечението той за малко не умира от сепсис. Докато се възстановява от инцидента, започва да опитва нов стил на писане, с който ще стане известен. Първият му разказ, написан след инцидента, „Пиер Менар, автор на Кихот“, излиза през май 1939 г. Едно от най-известните му произведения, „Менар“ разглежда същността на авторството, както и връзката между автора и историческия контекст. Първият му сборник с разкази „Градината на разклоняващите се пътеки“ излиза през 1941 г., съставен предимно от произведения, публикувани преди това в „Сур“.
Заглавната история се отнася до китайски професор в Англия, д-р Ю Цун, който шпионира за Германия по време на Първата световна война, в опит да докаже на властите, че азиатец е в състояние да получи информацията, която търсят. Съчетание от книга и лабиринт, тя може да се чете по много начини. Чрез нея Борхес може би изобретява хипертекстовия роман и описва теорията на Вселената, основана на структурата на такъв роман.
Съставена от истории, заемащи над шейсет страници, книгата като цяло е добре приета, но „Градината на разклоняващите се пътеки“ не успява да спечели литературните награди, които мнозина от неговия кръг очакват. Виктория Окампо посвещава голяма част от изданието на „Сур“ от юли 1942 г. на проекта „Репарация за Борхес“. Многобройни водещи писатели и критици от Аржентина и от целия испаноезичен свят допринасят с писания за проекта.
В началото на тридесетте години, виждайки, че не може да се издържа като писател, Борхес започва нова кариера като обществен деятел. Става все по-голяма публична фигура, назначен е за президент на Аржентинското дружество на писателите и за професор по английска и американска литература в Аржентинската асоциация на английската култура. Неговият разказ „Ема Зунц“ е филмиран (под името „Дни на омразата“, режисиран през 1954 г. от Леополдо Торе Нилсон). По това време Борхес също започва да пише сценарии. През 1955 г. става директор на Аржентинската национална библиотека. В края на 50-те години той напълно ослепява.
По-късната си стихосбирка, „В похвала на мрака“, развива тази тема. През 1956 г. Университетът в Куйо присъжда на Борхес първата от многото почетни докторски степени и на следващата година получава Националната награда за литература. От 1956 до 1970 г. Борхес заема и длъжността професор по литература в Университета в Буенос Айрес и други временни назначения в други университети. През есента на 1967 г. и пролетта на 1968 г. той изнася лекции в Харвардския университет.
Тъй като зрението му се влошава, Борхес разчита все повече на помощта на майка си. Когато вече не може да чете и пише (никога не се научава да чете с брайлова азбука), майка му, с която остава много близък, става негов личен секретар. Когато Перон се завръща от изгнание и е преизбран за президент през 1973 г., Борхес незабавно подава оставка като директор на Националната библиотека.

### Международна известност
В антологията на испаноамериканските поети от 1943 г. на Хей Хейс се появяват осем стихотворения на Борхес. „Градината на разклоняващите се пътеки“, един от първите разкази на Борхес, преведен на английски език, се появява през август 1948 г. Въпреки че в литературни списания и антологии през 50-те години се появяват няколко други превода на Борхес (и един разказ е публикуван в научнофантастично списание), международната му слава датира от началото на 60-те години.
През 1961 г. Борхес получава първата международна награда, която споделя със Самюел Бекет. Докато Бекет вече е спечелил известна репутация в Европа и Америка, Борхес е до голяма степен непознат и непревеждан в англоговорещия свят, така че наградата предизвиква голям интерес към неговата работа. Това довежда до първата му обиколка с лекции в САЩ. През 1962 г. две нови антологии на Борхес са публикувани на английски в Ню Йорк. Същата година Борхес започва обиколки с лекции из Европа. През годините се натрупват много отличия, като например специална награда „Едгар Алън По“ от „Тайните писатели на Америка“ „за отличителен принос към мистериозния жанр“ (1976), наградата „Балзан“ (за филология, лингвистика и литературна критика) и международната награда „Сино дел Дука“, наградата „Мигел де Сервантес“ (1980), както и френският орден на Почетния легион (1983) и наградата „Конекс“ за литературни изкуства като най-важен писател през последното десетилетие.
През 1967 г. Борхес започва петгодишен период на сътрудничество с американския преводач Норман Томас ди Джовани, чрез когото става по-известен в англоговорещия свят. Ди Джовани твърди, че популярността на Борхес се дължи на писането му имайки предвид владеенето на няколко езика и умишленото използване на латински думи като мост от испански към английски. Борхес продължава да публикува книги. Той изнася много лекции, като много от тях са антологизирани в томове.

### Личен живот
През 1967 г. Борхес се жени за овдовялата Елза Астете Милан. Приятели вярват, че майка му, която е на 90 и предвижда собствената си смърт, иска да намери някой, който да се грижи за слепия ѝ син. Бракът продължава по-малко от три години. След законна раздяла, Борхес се премества обратно при майка си, с която живее до нейната смърт на 99-годишна възраст. След това той живее сам в малкия апартамент, който е споделял с нея, като за него се грижи Фани, тяхната икономка от много десетилетия.
От 1975 г. до смъртта си Борхес пътува в международен план. В тези пътувания той често е придружаван от личната си асистентка Мария Кодама, аржентинка от японски и немски произход. През април 1986 г., няколко месеца преди смъртта си, той се жени за нея чрез адвокат в Парагвай, тогавашна обичайна практика сред аржентинците, желаещи да заобиколят аржентинските закони от онова време относно развода. По отношение на религиозните си възгледи Борхес се обявява за агностик, пояснявайки: „Да бъдеш агностик означава, че всички неща са възможни, дори Бог, дори Светата Троица. Този свят е толкова странен, че всичко може да се случи или да не се случи.“

### Последни години и смърт
По време на последните си дни в Женева Борхес започва да размишлява за възможността за задгробен живот. Въпреки че е спокоен и подготвен за собствената си смърт, Борхес започва да разпитва Кодама, дали тя е клони повече към шинтоистките вярвания на баща си или към католицизма на майка си. Кодама „винаги е разглеждала Борхес като агностик, каквато е и тя самата“, но предвид настояването от негова страна, тя предлага да се обади на някой „по-квалифициран“. Борхес отговаря: „Питате ме дали искам свещеник“. След това той я инструктира да извика двама духовници, католически свещеник, в памет на майка му и протестантски пастор, в памет на баба му англичанка. Той е посетен първо от отец Пиер Жак и от пастор Едуар дьо Монмолин.
Борхес умира от рак на черния дроб на 14 юни 1986 г., на 86 години, в Женева. Погребението му е предшествано от служба в протестантската катедрала Сен Пиер на 18 юни. В присъствието на много представители на Швейцария и Аржентина пастор дьо Монмолин прочита първата глава от Евангелието на Свети Йоан. След това той проповядва, че „Борхес е човек, който непрекъснато търси правилната дума, терминът, който може да обобщи цялото, окончателното значение на нещата“. Той обаче казва, че никой човек не може да достигне до тази дума със собствени усилия и в опитите си се губи в лабиринт. Пастор дьо Монмолин заключава: „Не човекът открива словото, а Словото идва при него.“
Отец Жак също проповядва, че когато е посетил Борхес преди смъртта му, той е намерил „човек, изпълнен с любов, който получава от църквата опрощение на греховете си“. Гробът му, белязан с грубо издялан надгробен камък, е украсен с резби, дарени от англосаксонското и староскандинавското изкуство и литература.

## Награди
- 1944: Голямата награда на Обществото на писателите на Аржентина (първи носител)
- 1956: Национална награда за литература на Аржентина
- 1961: Международна награда „Форментор“ (заедно със Самюъл Бекет), Италия
- 1962: Commandeur de l’Ordre des Lettres et des Arts
- 1963: Почетен доктор на Университета на Андите в Колумбия
- 1965: Рицар-командор на Ордена на Британската империя
- 1965: Орден на Слънцето на Перу
- 1966: „Мадонина“, Милано, Италия
- 1968: Избран за извънреден почетен член на Академията на изкуствата и науките на САЩ
- 1970: Интерамериканска литературна награда „Матарацо Собриньо“, Бразилия
- 1970: Предложен за Нобелова награда за литература
- 1971: „Йерусалимска награда“
- 1971: Избран за извънреден почетен член на Академията на изкуствата на литературата на САЩ
- 1971: Почетен доктор на Колумбийския университет
- 1971: Почетен доктор на Оксфордския университет
- 1972: Почетен доктор на Мичиганския щатски университет
- 1973: Награда „Алфонсо Рейес“
- 1976: Награда „Едгар Алън По“
- 1976: Орден „Бърнард О'Хигинс“
- 1976: Почетен доктор на Университета на Синсинати
- 1976: Почетен доктор на Университета на Чили
- 1977: Почетен доктор на Сорбоната
- 1979: Орден за заслуги на Федерална република Германия
- 1979: Световна награда за фентъзи за цялостен принос
- 1979: Златен медал на Френската академия
- 1980: Награда „Балцан“ за филология, лингвистика и литературна критика, връчена му от италианския президент Сандро Пертини
- 1980: Награда „Сервантес“, Испания
- 1980: Международна награда „Чино дел Дука“, Франция
- 1981: Награда „Балрог“ за фентъзи, САЩ
- 1981: Награда „Олин Йолицли“, Мексико
- 1983: Кавалер на Ордена на почетния легион
- 1984: „Военен орден на мечоносците на Свети Яков“, Португалия
- 1999: Национална награда на литературните критици на САЩ
- На 23 май 2000 на негово име е наречен астероидът (11510) Borges

### Поезия
- „Пламът на Буенос Айрес“ Fervor de Buenos Aires (1923)
- „Луната пред нас“ Luna de enfrente (1925)
- „Тетрадка Сан Мартин“ Cuaderno San Martín (1929)
- „Производителят“ El hacedor (1960). Стихотворения в проза.
- „Другото, същото“ El otro, el mismo (1964)
- „За шестте струни“ Para las seis cuerdas (1965)
- „Похвала на сянката“ Elogio de la sombra (1969). Стихотворения в проза.
- „Златото на тигрите“ El oro de los tigres (1972). Стихотворения в проза.
- „Дълбоката роза“ La rosa profunda (1975)
- „Желязната монета“ La moneda de hierro (1976)
- „История на нощта“ Historia de la noche (1977)
- „Сумата“ La cifra (1981)
- „Конспираторите“ Los conjurados (1985)

### Сборници с разкази
- „Универсална история на безчестието“ Historia universal de la infamia (1935)
- „Измислици“ Ficciones (1944)
- „Алефът“ El Aleph (1949)
- „Доклад на Броди“ El informe de Brodie (1970)
- „Пясъчната книга“ El libro de arena (1975)
- „Паметта на Шекспир“ La memoria de Shakespeare (1983)

### Сборници с есета
- „Инквизиции“ Inquisiciones (1925)
- „Размерът на моята надежда“ El tamaño de mi esperanza(1926)
- „Езикът на аржентинците“ El idioma de los argentinos(1928)
- „Еваристо Кариего“ Evaristo Carriego (1930)
- „Дискусия“ Discusión (1932)
- „История на вечността“ Historia de la eternidad (1936)
- „Други инквизиции“ Otras inquisiciones (1952)
- „Девет дантескни есета“ Nueve ensayos dantescos (1982)

### Преводи на испански
- 1906: Оскар Уайлд: „Щастливият принц“
- 1936: Вирджиния Улф: „Стаята на Джейкъб“
- 1937: Вирджиния Улф: „Орландо“
- 1941: Уилям Фокнър: „Дивите палми“
- 1941: Анри Мишо: „Варварин в Азия“
- 1943: Франц Кафка: „Преображението“
- 1970: Уолт Уитман: „Стръкчета трева“

Превеждал е също творби на Едгар Алън По, Джеймс Джойс, Херман Хесе, Ръдиард Киплинг, Херман Мелвил, Андре Жид, Джек Лондон, Густав Майринк, Новалис, Марсел Швоб, Джордж Бърнард Шоу, Джонатан Суифт, Хърбърт Уелс и Гилбърт Кийт Честъртън.

### Издания на български език
- За ада и за рая. Стихотворения. Превод от испански Рада Панчовска. С., Народна култура, 1989, 119 с.
- Вавилонската библиотека. Превод от испански Анна Златкова и Роза Хубеш. С., Народна култура, 1989, 456 с.[22]
- История на вечността. Превод от испански Румен Стоянов. С., Парадокс, 1994, 317 с.
- Паметта на Шекспир. С., Прозорец, 2002, 80 с.
- Смърт и компас. Превод от испански – колектив. С., Труд, 2004, 572 с.
- Пясъчната книга. Превод от испански Румен Стоянов. С., Прозорец, 2005, 11 с.
- Книга на въображаемите същества. Превод от испански Теодора Цанкова. С., Фама, 2008, 224 с.
- Измислици. Превод от испански Анна Златкова. С., Колибри, 2010, 160 с.
- Избрани есета. Превод от испански Анна Златкова. С., Колибри, 2011, 308 с.
- Това изкуство на поезията. Превод от английски Ангел Игов. С., Сиела, 2013, 104 с.
- Поетическа антология 1923 – 1977. Превод от испански Рада Панчовска. С., Проксима – РП, 2016.
- Седем вечери. Пр. Калин Коев, С. Колибри, 2025 ISBN: 9786190216346

## За него
- Фернандо Сорентино. Седем разговора с Хорхе Луис Борхес. С., Enthusiast, 2011.